# Eophileurus gracilis
Eophileurus gracilis är en skalbaggsart som beskrevs av Heinrich Bernward Prell 1913. Eophileurus gracilis ingår i släktet Eophileurus och familjen Dynastidae. Inga underarter finns listade i Catalogue of Life.